# East Baines River
Der East Baines River ist ein Fluss im Nordwesten des australischen Territoriums Northern Territory. Häufig führt er in der Trockenzeit wenig oder gar kein Wasser.

## Geografie

### Flusslauf
Der Fluss entspringt im Ostteil des Gregory-Nationalparks. Von dort fließt er nach Nordosten bis zur Siedlung Bullita Outstation. Dort wendet er seinen Lauf nach Nordwesten, durchbricht – immer noch im Nationalpark – in der East Baines Gorge die Newcastle Range und unterquert den Victoria Highway bei Bulla. Dann durchfließt er die Siedlung Auvergne und bildet wenige Kilometer nördlich zusammen mit dem West Baines River den Baines River.

### Nebenflüsse mit Mündungshöhen
- Flying Fox Creek – 174 m
- Fig Tree Creek – 118 m
- Spring Creek – 79 m
- Barrabarrac Creek – 56 m
- Back Creek – 28 m

(Quelle:)